# 9633 Cotur
9633 Cotur (1993 UP8) là một tiểu hành tinh vành đai chính được phát hiện ngày 20 tháng 10 năm 1993 bởi Elst, E. W. ở La Silla.